# Arnoglossum plantagineum
Arnoglossum plantagineum là một loài thực vật có hoa trong họ Cúc. Loài này được Raf. mô tả khoa học đầu tiên năm 1817.